# سیمون گوگنهایم
سیمون گوگنهایم (به انگلیسی: Simon Guggenheim) سناتور سابق عضو حزب جمهوری‌خواه ایالات متحده آمریکا بود. وی در سال ۱۹۰۷ تا ۱۹۱۳ میلادی سناتور ایالت کلرادو در سنای ایالات متحده آمریکا بود.  او یک یهودی و  فرزند مایر گوگنهایم بنیانگذار خانواده گوگنهایم بود.